# Yuriko Yamaguchi
Yuriko Yamaguchi (山口 由里子 née 山口 百里子, Yamaguchi Yuriko), surnommée Yuruko (ゆる子) est une seiyū née à Ōsaka le 21 novembre 1965. Auparavant employée par Vi-Vo, elle est actuellement à son propre compte. Ses personnages les plus connus sont ceux de Nico Robin (One Piece), elle est aussi la seconde voix  de l'infirmière Joy dans Pokémon.

## Rôles

### Animation télévisée
- Battle Athletes Victory : Lahrri Feldnunt
- Détective Conan : Kawai Shizuka
- Dragon Ball Super : Vados
- Eureka Seven : Sonia Wakabayashi
- Fighting Spirit : Mama-san
- Fullmetal Alchemist : Sara Rockbell
- Gad Guard (en) : Wanda Orman
- Generator Gawl : Ryoko Saito
- Hanaukyo Maid Team : Shikouin
- Heat Guy J : Nona
- Inu-Yasha : mère de Shiori
- Kaleido Star : Cynthia
- Kamikaze Kaitou Jeanne : Zen
- Les Enquêtes de Kindaichi : Kindaichi Case Files : Kara
- Konjiki no Gash Bell!! : Balansha
- Les grands détectives d'Agatha Christie : Poirot et Marple : Mrs. Robinson
- MegaMan NT Warrior : Rin Manabe
- Naruto : Orochimaru - Ninja de Kusa
- Neon Genesis Evangelion : Ritsuko Akagi
- Noir : Paulette
- One Piece : Nico Robin/Miss All-Sunday, Olvia Nico, Kikyō, Charlotte Joscarpone
- Outlaw Star : Reiko
- Pokémon : Infirmière Joy
- Pokémon Advanced Generation : Infirmière Joy
- Pokémon Diamond & Pearl : Infirmière Joy
- Saiyuki : Sanbutsushin 3
- Shaman King : Mathilda
- Tenchi in Tokyo : Matori, Empress Hinase
- Tsubasa: Reservoir Chronicle : Chen Hyang
- Vampire Princess Miyu : Shinma Nami
- Wedding Peach : Kachūsha

### OAV
- Oh My Goddess! : Yggdrasil
- New Cutie Honey : Kanko
- Sol Bianca : Shūtonabi
- Time of Eve : Dr. Ashimori

### Jeu vidéo
- One Piece : Nico Robin
- Tales of Hearts : Sheera Hearts

### Animation théâtrale
- Evangelion: Death and Rebirth : Ritsuko Akagi
- One Piece series : Nico Robin
- Rebuild of Evangelion : Ritsuko Akagi
- The End of Evangelion : Ritsuko Akagi